# 三橋泰介
三橋 泰介（みつはし たいすけ、1976年2月5日 - ）は、スピーチコンサルタント、及びフリーアナウンサー、実業家。株式会社スピーチジャパン代表取締役、アナウンサー業務としては株式会社TCP所属。

## 人物
東京都町田市出身。AB型。身長187cm。既婚。
学習院大学法学部卒業後、三越百貨店に入社。銀座店の靴売り場の業務に就いていたが、店内放送の担当をきっかけにしゃべりの魅力に目ざめ1年で退職。その後はフリーアナウンサーを経て、2000年に岩手朝日テレビ（IAT）に入社。夏の高校野球地方大会実況などを担当した後、2005年2月28日付をもって岩手朝日テレビを退社し、同年3月1日に東北放送に入社。2010年3月31日同社を退社。
2002年に創設されたテレビ朝日系列局内のアナウンサー技量コンテスト、『ANNアナウンサー賞』の初年度において『高校野球ふるさと実況』で、スポーツ実況部門の大賞を受賞した。
東北放送時代は、主に野球（プロ野球・東北楽天ゴールデンイーグルス。バスケットボール（仙台89ERS）などの実況を担当する。2008年11月に著書「話術！虎の穴 現役アナウンサーが明かしたトークのネタ帖」（出版社・源）を出版。
東北放送退社後は「スピーチジャパン（旧・ビジネスSP）」という会社を設立し、アナウンサー業以外にもスピーチ・話し方の講演業を行うようになった。
前述のANNアナウンサー賞大賞の経歴から、「全国一位アナウンサー」をフリー転向後のキャッチコピーに使用している。

## 現在の担当番組

### テレビ
- スカイ・Aスタジアム LIVE RAKUTEN わしづかみ（実況）
- GAORAプロ野球中継（リポーター、北海道日本ハムファイターズ東京ドーム開催分主催試合のみ）
- NBA バスケットボール（WOWOW）

## 過去の担当番組
- 野球好きニュース（ナレーション、J SPORTS）

### TBC時代の担当番組
テレビ
- ウォッチン!みやぎ（2008年3月31日〜2009年3月24日、月曜・火曜MC担当。スポーツコーナー担当。）
- TBC Exciting Ballpark
- 総力報道!THE NEWS TBC スポーツコーナー担当
- 仙台国際ハーフマラソン大会（2007年から2009年）
- 全国高校駅伝山形県大会（2007年から系列TUYのみ放送）
- サンドのぼんやり〜ぬTV（2008年4月~2010年3月、ナレーション）
- ネモミからのEメール（ナレーション）

ラジオ
- しゃべりて（2007年9月をもって終了）
- COLORS（Tuesday：2005年10月-2007年3月／Monday：2007年4月-2008年3月）
- アスリート・ラジオ（2007年10月-2008年3月）
- 火曜日から金曜日の夜9時から10時までTBCアナウンサーが生で喋ってます。略して「カマス」（金曜、2008年10月-2009年3月）
- TBCイーグルスナイター&イーグルスベースボール

### IAT時代の担当番組
- IATスーパーJチャンネル
- 夏の高校野球岩手大会実況中継
- 活金情報局
- 金曜スークほか

## 著書
- 「話術！虎の穴 現役アナウンサーが明かしたトークのネタ帖」（出版社・源）
- 「音速成功」（出版社・エベイユ）
- 「どんな相手ともラクに話せる話し方の裏ワザ」（出版社・青春出版社）
- 「3秒で盛り上げて30分以上話が弾む会話術」（出版社・徳間書店）
- 「話ベタはスポーツ新聞を読みなさい！」（出版社・双葉社　秋竹朋子との共著）

## 声の出演
- プロ野球スピリッツシリーズ(コナミデジタルエンタテインメント) - 実況担当
  - プロ野球スピリッツ2013
  - プロ野球スピリッツ2014
  - プロ野球スピリッツ2015
  - プロ野球スピリッツ2019
  - プロ野球スピリッツA
  - eBASEBALLプロ野球スピリッツ2021 グランドスラム
  - プロ野球スピリッツ2024

## エピソード
- TBCに中途入社した2005年の9月フルキャスト・スタジアム宮城（現：楽天生命パーク宮城）で行われた東北楽天ゴールデンイーグルス対千葉ロッテマリーンズ戦のテレビ実況を担当。この日は13:00〜17:00の枠で中継。ホーム最終戦でセレモニーも中継予定だったが試合がもつれ8回裏3点を追いかける楽天の攻撃、打席にロペスが入りロッテの薮田から2ラン本塁打を放った。しかしスタンドに入った瞬間に中継が終わるという珍しい場面に遭遇した、ちなみに最後の言葉は「ホームランだぁ〜」。
- この年はラジオ実況6試合に終わったが、在籍年を重ねるごとに実況数も増えた。

- TBC在籍時の主な活動の場はラジオ・テレビのスポーツ中継で、TBCに入ってからは岩手時代に経験のなかったロードレース（英語版）（仙台国際ハーフマラソン、高校駅伝山形県大会（TUY製作））バスケットボール、バレーボール（2006年・世界バレー男子仙台大会1次リーグ、宮城県家庭婦人大会）と実況可能種目が徐々に増えたが、サッカー（ベガルタ仙台）のテレビ中継における登場は全くなかった（2005年ラジオで中継された京都サンガFC戦のリポートだけを担当している）。
- ラジオにおける楽天戦中継の実況勝敗は5年間で38勝29敗1分と楽天球団創設から2009年シーズンまでの5年間実況をしているTBCアナウンサー（佐藤修・松尾武）では唯一勝ち越した。
- 高校生時代に親族が亡くなり、その遺産を相続する際、十代で長者番付（現在は個人情報保護の観点から廃止）に載ったことがある。本人は当時、雑誌の取材に対して「相続税を払うために、親族がすべて使用したので一円ももらっていない」と答えている。また、パーソナリティを勤めていたラジオ番組「しゃべりて」では、相方の古田優児から「町田のボンボン」と弄られていた。